# 在日フランス人
在日フランス人（ざいにちフランスじん、フランス語: Français(e) du Japon）は、日本に一定期間在住するフランス国籍の人である。または、日本に帰化した元フランス人およびその子孫のことをフランス系日本人と言うことがある。

## 統計
日本の法務省の在留外国人統計によると、2023年12月末時点で在日フランス人は15,153人である。
在留資格別（5位まで）
| 順位 | 在留資格                 | 人数  |
| ---- | ------------------------ | ----- |
| 1    | 永住者                   | 3,649 |
| 2    | 技術・人文知識・国際業務 | 2,954 |
| 3    | 日本人の配偶者           | 2,502 |
| 4    | 留学                     | 2,011 |
| 5    | 特定活動                 | 1,220 |

都道府県別（5位まで）
| 順位 | 都道府県 | 人数  |
| ---- | -------- | ----- |
| 1    | 東京     | 7,618 |
| 2    | 神奈川   | 1,222 |
| 3    | 大阪     | 899   |
| 4    | 京都     | 850   |
| 5    | 兵庫     | 456   |

## 歴史・交流

### 近世・近代
16世紀半ばから17世紀初頭にかけて日本が西欧諸国との外交・通商関係を持っていた時期にはフランスは東アジアへの進出を行わず、17世紀後半のブルボン朝時代以降にこれが本格化した時には日本の徳川幕府による鎖国体制が採られていたため、日仏両国民の接触自体がほぼなく、フランス人の訪日自体が極めて希だった。
1858年、日本がフランス（フランス第二帝政時代）と日仏修好通商条約を結び、初めて両国間の正式な外交関係が締結されると、社会混乱や各藩の離反に追われた江戸幕府は初代駐日フランス公使のギュスターヴ・デュシェーヌ・ド・ベルクールや後任のレオン・ロッシュと良好な関係を築き、幕府の軍制近代化のため招かれた第一次フランス軍事顧問団の一部団員は戊辰戦争中の箱館戦争で旧幕臣側に加勢した。両国関係の緊密化はイギリスが支援した薩摩藩を中心とした倒幕の成功によって一度解消されたが、明治維新後の新政府はフランスも西洋化（文明開化）・富国強兵政策の重要な先駆者としてフランスを重視し、お雇い外国人の中には第二次・第三次軍事顧問団を含めてフランス人も高い割合で採用されることになった。その後も学術・芸術などの分野で日本に招かれるフランス人は存在し、定住し日本人と結婚する者も現れた。
第二次世界大戦では一貫して枢軸国の立場を続けた日本（大日本帝国）に対し、フランスは、ナチス・ドイツによる占領の後、本国政府が枢軸国の下でのヴィシー政権からフランス解放後の新政権へ戦況とともに移り変わった。最終的にフランスが連合国の一員となり、在日フランス人は抑留又はこれに近い強制疎開の対象となったが、1945年に日本が降伏してから解放された。戦後は、1952年に日本の独立が回復して両国間の外交通商関係が再開し、さらに高度経済成長期に日本社会の欧米化が進むと、フランス人が日本で就学・労働する機会は増加していった。

### 現代
近年、来日するフランス人は急増しており、2011年12月現在の統計によると、およそ1万人近くが滞在登録をしている。ヨーロッパ諸国の中では、イギリス人に次ぐコミュニティの規模を形成している。日本のフランス人の多くは、期間滞在の企業の駐在員や研究者・学者・芸術家などであるが、日本のサブカルチャーへの関心からほかにはワーキングホリデーによる滞在も少なくない。その他、帰化や永住する人もいる。
在日フランス人の多くが首都圏と京阪神に集中する。東京特別区内では在日フランス大使館（仏語版）が区内の南麻布にある港区の他、新宿区、千代田区の 九段下、飯田橋エリア、豊島区、文京区に多く在住している。特に新宿区の神楽坂界隈が在日フランス人の一大拠点となっており、周囲には「日仏学院」、フランス人の小学生から高校生までを教育するインターナショナルスクールの「リセ・フランコ・ジャポネ・ド・東京」、フランス料理店などが立ち並んでいる。なおリセ・フランコ・ジャポネ・ド・東京は2012年に北区へ移転し、「東京国際フランス学園」へと改称した。

## 著名な在日フランス人・フランス系日本人、およびその子孫
- 在日フランス人
  - ジャニック・マーニュ - 大学教授、フランス語会話講師
  - ジリ・ヴァンソン - 外国人タレント
  - パトリス・ジュリアン - エッセイスト、料理研究家
  - フレデリック・ヴィエノ - ミュージシャン
  - フロラン・ダバディ - ジャーナリスト
  - フランソワーズ・モレシャン - 外国人タレント
  - フィリップ・トルシエ - 元サッカー日本代表監督
  - ミカエル・フェリエ - 大学教授、フランス語会話講師
  - ポール・マレ - 東京都育ちのモデル・タレント
  - クリストフ・ルメール - 競馬騎手

- フランス系日本人
  - 小澤マリア - AV女優（フランス系カナダ人）
  - 加藤久輝 - 空手家、総合格闘家
  - クリステル・チアリ - 声優、タレント
  - クロード・チアリ - ミュージシャン
  - 沢尻エリカ - 女優
  - 瀬間詠里花 - プロテニス選手
  - 瀬間友里加 - プロテニス選手
  - 滝川クリステル - フリーアナウンサー
  - マーク・パンサー - ミュージシャン
  - マリエ - ファッションモデル、タレント（フランス系カナダ人）
  - 美波 - ファッションモデル・女優
  - 宮澤ミシェル - 元サッカー選手
  - 梨花 - ファッションモデル、タレント